# Giancarlo Matteotti
Giancarlo Matteotti (Roma, 19 maggio 1918 – Roma, 15 maggio 2006) è stato un politico italiano, figlio di Giacomo Matteotti e fratello di Matteo Matteotti.

## Biografia
In famiglia e dagli amici era detto Chicco: conseguì il diploma presso una scuola privata di Roma. Durante il Ventennio visse, con i familiari, sotto sorveglianza di polizia: nel 1937 la madre Velia Titta temeva che imitasse la fuga a Parigi di Giorgio Amendola; rimase sempre in Italia, eppure nel 1942 il delatore che riferiva al capo della polizia Carmine Senise dovette smentire esplicitamente la voce, ricorrente, che Giancarlo fosse "a capo degli aeroplani che vengono a bombardare Milano e che sia commentatore a radio Londra".
Fu deputato per quattro legislature, dal 25 giugno 1946 al 15 maggio 1963, iniziando la sua carriera parlamentare nell'assemblea costituente, eletto nel collegio di Verona per il Partito Socialista Italiano di Unità Proletaria.
È stato sottosegretario al Bilancio nel governo Fanfani IV dal 24 febbraio 1962 al 21 giugno 1963.
Nel 1964 fu incriminato del reato di incitamento a pratiche contro la procreazione. La Camera dei deputati concesse l'autorizzazione a procedere. Venne posta la questione di legittimità costituzionale dell'art. 553 del Codice penale, che la Corte costituzionale dichiarò non fondata. La norma fu dichiarata costituzionalmente illegittima 6 anni dopo.
Dal 20 maggio 1954 al 1º gennaio 1969 è stato membro dell'assemblea parlamentare del Consiglio d'Europa.
È stato membro del consiglio di amministrazione dell'Eni dal 1963 al 1974.
È morto il 15 maggio 2006 ed è stato sepolto a Fratta Polesine accanto al padre.

## Uffici parlamentari
- Vicepresidente della Commissione speciale per l'esame del disegno di legge n. 618: "Attuazione di iniziative intese ad incrementare la produttività" (2 marzo 1954 - 11 giugno 1958)
- Vicepresidente della VI Commissione (finanze e tesoro) (30 luglio 1958 - 30 giugno 1962)
- Vicepresidente della Commissione speciale per l'esame dei disegni di legge nn. 60, 61 e 62, relativi ai bilanci dei tre ministeri finanziari per l'esercizio finanziario 1958-59 (10 luglio 1958 - 15 maggio 1963)
- Vicepresidente della Commissione speciale per l'esame dei disegni di legge n. 1: "Autorizzazione all'esercizio provvisorio del bilancio per l'anno finanziario 1958 - 1959" e n. 12: "Provvidenze per la riparazione di danni provocati da avverse condizioni atmosferiche, nonché variazioni dello stato di previsione dell'entrata per l'esercizio finanziario 1957 - 1958" (12 giugno 1958 - 15 maggio 1963)